# Suspicion (canción de Elvis Presley)
"Suspicion" es una canción grabada por primera vez  por Elvis Presley en 1962 y compuesta por la dupla Doc Pomus y Mort Shuman, editada en 1964 en el álbum Pot Luck.  Se trata de una canción del género rock y pop con fusiones de percusión latina. El tema logró entrar al Top 10 de las listas en varios países europeos durante sus primeras ediciones como sencillo en 1964  y en el UK Singles Chart en su nuevo lanzamiento como disco simple durante 1976. 

## Grabación y edición
Elvis grabó la melodía el 19 de marzo de 1962 en el legendario estudio B de RCA en Nashville, Tennessee, realizando como era su modo de trabajo, varias tomas hasta que se confeccionó el máster a partir de las grabaciones # 5 y # 7. Habiéndose seleccionado para ser incorporada al álbum Pot Luck, paralelamente RCA editó dos sencillos con el tema. El primero de ellos con "Kiss me Quick" en el lado A que fue editado el 14 de abril de 1964, siendo el segundo en 1976 con (It’s A) Long Lonely Highway en su cara B.  
En Europa también existe una edición de RCA de 1964 del tema con "It Hurts Me" como cara A. 

## Músicos de la sesión
- Elvis Presley - voz
- Grady Martin - guitarra:
- Harold Bradley - guitarra
- Scotty Moore - guitarra
- Bob Moore - bajo
- Buddy Harman - batería
- D.J. Fontana - batería
- Floyd Cramer - piano y teclado
- The Jordanaires - coros [5]

## Letra
La letra de la canción toma como base las sospechas que tiene el protagonista acerca de lo falaz que siente el pretendido amor de su pareja hacia él, argumentando que aún cuando lo besa, abraza o le dice que lo ama, no está seguro de que así sea y además sospecha que ella hace exactamente lo mismo con alguien más. A la vez él reconoce que esas sospechas son las que lo atormentan y las que lo separan de ella por lo que a la vez le suplica que lo espere para poder quitarse esas sospechas de su cabeza y lograr que su amor se haga más fuerte, aceptando que de ser ciertos los sentimientos que ella manifiesta por él, otro amor así será difícil de hallar por lo que él pretende seguir intentando solucionar el problema de la desconfianza que siente.  
| Every time you kiss me, I'm still not certain that you love me Every time you hold me, I'm still not certain that you care Though you keep on saying you really, really, really love me Do you speak the same words to someone else when I'm not there?Suspicion torments my heart Suspicion keeps us apart Suspicion, why torture me? | Cada vez que me besas, sigo sin estar seguro de que me ames Cada vez que me abrazas, sigo sin estar seguro de que te importe Aunque sigas diciendo que de verdad, de verdad, de verdad me amas ¿Le dices las mismas palabras a alguien más cuando no estoy?La sospecha atormenta mi corazón La sospecha nos separa Sospecha, ¿por qué me torturas? |

## Listas

#### Listas 1962
| Países  | Listas (1962)                 | Posición alcanzada |
| ------- | ----------------------------- | ------------------ |
| Holanda | Single Top 100                | 9                  |
| Bélgica | Ultratop 50 Singles (Flandes) | 6                  |
| Bélgica | Ultratop 50 Singles (Valonia) | 45                 |
| Noruega | VG-Lista                      | 9                  |

#### Listas 1976
| Países      | Listas (1976)    | Posición alcanzada |
| ----------- | ---------------- | ------------------ |
| Reino Unido | UK Singles Chart | 9                  |